# 탕구트

탕구트(탕구트어: 𗼎𗾧 mjɨ nja̱ 𗼇𘓐 mji dzjwo, 몽골어: ᠲᠠᠩᠭᠤᠳ Tangγud, 한국 한자: 黨項 당항, 영어: Tanggut people)는 7세기 중반에서 13세기 초반에 이르기까지 중국 북서쪽 쓰촨성(四川省)의 북부, 칭하이성(靑海省)의 북부, 간쑤성(甘肃省), 산시성(陝西省)에 존재했던 티베트의 일족이다. 12세기에서 13세기 초반에는 서요가 건국되기도 한 지역이다.
1038년에 서하(西夏)를 세웠다. 탕구트는 한자로 강족(羌族)으로 알려져 있으며, 현재 중국의 창족으로 여겨진다. 또한 중국어로 당올(唐兀)로도 표기되었기 때문에 티베트와 몽골화된 튀르크족의 혼혈로 추정된다.

## 역사
당항(党項)이라는 이름이 중국 정사에 등장하는 가장 오래된 기록은 《수서》(隋書)로, 여기서는 삼묘(三苗)의 후손으로 되어 있다(다만 티베트-버마계인 탕구트와 먀오-야오계라는 삼묘와의 사이에 언어적 차이도 존재한다). 선비(鮮卑)의 모용부(慕容部) 부족 계통인 토욕혼(吐谷渾)이 칭하이까지 세력을 넓혔으나, 수(隋)와 당(唐) 두 왕조의 원정군에 대패하여 쇠퇴하고 대신 티베트 최초의 국가인 토번 제국(吐蕃帝国)이 건국되면서 탕구트는 토번에 쫓겨 동쪽으로 지금의 중국 산시(陝西)・간쑤(甘粛) 등지로 옮겨 목축・수렵・농경에 종사하였다.
탕구트에는 동산부(東山部)・평하부(平夏部)・남산부(南山部)・횡산부(横山部) 등의 부족으로 나뉘어 있었고 그 가운데 평하부 부족이 가장 강성하여 중국 왕조에 적대적 태도를 취했다. 평하부족의 왕족은 탁발(拓跋)이라는 이름을 사용하였으나 선비족의 탁발부 부족과 어떤 연관이 있는 것은 아닌데 과거 탁발부는 서기 4~5세기에 융성했지만 평하부족은 7세기 중반에야 등장했기에 시대상 거리가 매우 멀어 혈연 관계는 전혀 없다. 그래서 과거 크게 융성했던 탁발부의 이름을 빌려 쓴 것으로 여겨진다.
당 말기 9세기 후반 황소의 난이 일어나 중국이 혼란스러울 무렵 평하부 수장이었던 탁발사공(拓跋思恭)이 당을 도와 난을 평정하였고 그 공적으로 당의 국성(國姓)인 이씨(李氏)를 사성받고 정란절도사(定難節度使)에 임명되어 하(夏)・수(綏)・은(銀)・유(宥)・정(静) 다섯 주의 지배권을 받았다.
송(宋) 왕조가 세워지고 탁발사공(이사공)의 손자 이계봉(李継捧)의 대에 내부 계승 문제로 다툼이 생겨 983년에 계봉은 정주 이외의 주를 송 왕조에 헌상하고 복속을 구했고, 수도 개봉(開封)으로 이주하였다. 그러나 계봉의 족제인 계천(繼遷)은 이를 거부하고 송에 반기를 들었고 송 왕조의 동쪽에 있던 거란(契丹)에 복속을 청하고 거란으로부터 하국왕(夏國王)에 봉해졌다. 후에 송 왕조에 대해서도 복속을 요청해 조보길(趙保吉)이라는 이름을 받았던 계천은 다시 송 왕조와 적대하여 계봉이 송에 바쳤던 4주를 돌려받아 세력을 떨쳤다.
1004년에 계천이 죽고 아들 덕명(徳明)이 뒤를 이었다. 지난 해에 거란이 송과의 화해를 맺고(전연의 맹), 이 당시에는 서하가 존재하지 않았기 때문에 송과 맞서는 것이 불가능했던 덕명은 이듬해 송과 화친을 맺고 송으로부터 은 1만 냥과 견 1만 필, 동전 2만 관과 차 2백 근을 세폐로 받게 되었다.
송과의 화해가 성립된 뒤에도 위구르와의 항쟁을 계속해 세력을 키웠고, 덕명의 아들인 원호(元昊)의 시대에 마침내 대하(大夏) 왕조의 수립을 선언하고 현재의 감숙성 지역으로 중심지를 옮겼다. 중국으로부터는 서하(西夏)라 불렸다. 서하는 1227년에 칭기즈 칸의 분노를 사서 멸망당하고 모든 도시는 불타게 되었으며 탕구트는 몽골 제국 내의 지배계급 속에서 색목인(色目人)으로 편성되었다.
창족(강족)으로 알려진 쓰촨 성 북부 소수민족의 언어가 서하문자(西夏文字)로 남겨진 탕구트의 언어에 비교적 가까운 것으로 알려져 있다. 티베트어 암도 방언을 쓰는 유목민들을 탕구트라 부르는 경우도 있으며 실제 고대 탕구트의 거주 지역도 티베트어 암도 방언을 쓰는 화자가 거주하는 지역과 겹치고 있다. 때문에 그 지역의 티베트인 가운데는 몽골화된 튀르크족이 티베트인에 동화되어 티베트어를 쓰게 된 탕구트의 먼 후손이 섞여 있는 것이 아닌가 하는 설도 있다. 다만 고대의 언어적 특징을 비교적 온전히 보존하고 있는 사람들이 창족을 비롯한 쓰촨 성 북부의 티베트-버마계 소수민족을 형성하게 된 것으로 보인다. 그 외에도 티베트를 탕구트와 동일한 민족으로 보아 티베트 문자와 서하문자를 동일한 문자로 보는 학자들도 있다.

## 같이 보기
- 서하문자 - 탕구트어를 표기하기 위해 제정된 독자적 문자
- 암도 지구